# Саут Кенсингтон (Мериленд)
Саут Кенсингтон (енгл. South Kensington) насељено је место без административног статуса у америчкој савезној држави Мериленд.

## Демографија
По попису из 2010. године број становника је 8.462, што је 575 (7,3%) становника више него 2000. године.
| Група             | 2000.         | 2010.         |
| Белци             | 7.007 (88,8%) | 7.070 (83,5%) |
| Афроамериканци    | 191 (2,4%)    | 285 (3,4%)    |
| Азијати           | 223 (2,8%)    | 341 (4,0%)    |
| Хиспаноамериканци | 385 (4,9%)    | 554 (6,5%)    |
| Укупно            | 7.887         | 8.462         |